# Jasmin Külbs
Jasmin Külbs-Grabowski (ur. 7 listopada 1991) – niemiecka judoczka. Olimpijka z Rio De Janeiro 2016, gdzie zajęła siedemnaste miejsce w wadze ciężkiej.
Piąta na mistrzostwach świata w 2014; siódma w 2013; uczestniczka mistrzostw w 2015, 2017 i 2019. Startowała w Pucharze Świata w latach 2011–2013. Zdobyła brązowy medal na mistrzostwach Europy w 2014 i 2016. Druga na igrzyskach europejskich w 2015 roku.

## Letnie Igrzyska Olimpijskie 2016
| Konkurencja | Rundy eliminacyjne         | Klas. końcowa |
| Konkurencja | Przeciwnik I               | Miejsce       |
| ----------- | -------------------------- | ------------- |
| +78 kg      | Ksienija Czibisowa (RUS) P | 17.           |